# Ophisma ardosiata
Ophisma ardosiata är en fjärilsart som beskrevs av Max Wilhelm Karl Draudt 1940. Ophisma ardosiata ingår i släktet Ophisma och familjen nattflyn. Inga underarter finns listade i Catalogue of Life.